# Canberra Tour
Le Canberra Tour est une ancienne course cycliste par étapes australienne, créée en 1983 et disputée autour de Canberra dans le Territoire de la capitale australienne. Elle faisait partie du National Road Series de la Fédération australienne de cyclisme depuis 2009. L'épreuve n'est plus organisée depuis 2011.

## Palmarès
| Année | Vainqueur            | Deuxième         | Troisième          |
| ----- | -------------------- | ---------------- | ------------------ |
| 1983  | Gary Sutton          |                  |                    |
| 1984  | Craig Beddome        |                  |                    |
| 1985  | Gary Sutton          |                  |                    |
| 1986  | Scott Steward (en)   |                  |                    |
| 1987  | Greg Clifton         |                  |                    |
| 1988  | John Cosgrove        |                  |                    |
| 1989  | Stephen Blackburn    |                  |                    |
| 1990  | Justin Grindal       |                  |                    |
| 1991  | Ian Goodwin          |                  |                    |
| 1992  | Stewart McKenzie     |                  |                    |
| 1993  | Tony Gaudry          |                  |                    |
| 1994  | Matthew Goold        |                  |                    |
| 1995  | Dean Rogers          |                  |                    |
| 1996  | Adrian Nolan         |                  |                    |
| 1997  | Nathan O'Neill       |                  |                    |
| 1998  | Hayden Bradbury      |                  |                    |
| 1999  | Peter Milostic       |                  |                    |
| 2000  | Warren Clarke        |                  |                    |
| 2001  | Klayten Smith        | David Pell       | Stephen Cunningham |
| 2002  | Russell Van Hout     | David Harrigan   | Phillip Thuaux     |
| 2003  | pas de course        | pas de course    | pas de course      |
| 2004  | Benjamin Johnson     | Robert McLachlan | Phillip Thuaux     |
| 2005  | Robert McLachlan     | David McKenzie   | Richard Moffatt    |
| 2006  | Robert McLachlan     | Robbie Williams  | Stuart Shaw        |
| 2007  | Hayden Josefski (de) | Peter Herzig     | Benjamin King      |
| 2009  | William Clarke       | Stuart Shaw      | Peter McDonald     |
| 2010  | Benjamin Dyball      | William Clarke   | Michael Fitzgerald |
| 2011  | Nathan Haas          | Patrick Shaw     | Sam Davis          |